# سابورو توکورا
سابورو توکورا (به ژاپنی: 戸倉 三郎, Tokura Saburo)؛ زادهٔ ۱۱ اوت ۱۹۵۴) سیاستمدار اهل ژاپن است که به عنوان بیستمین رئیس دیوان عالی ژاپن از ۲۰۲۲ تا ۲۰۲۴ خدمت کرده است، که قبلاً به عنوان قاضی وابسته در دیوان عالی ژاپن از ۲۰۱۷ تا ۲۰۲۲ خدمت کرده است.